# Vohunsko letalo
Vohunsko letalo (tudi Izvidnik za velike višine, Specialni izvidnik, Vremenski izvidnik) je posebna vrsta vojaškega letala, ki je namenjeno hitrim preletom sovražnikovega ozemlja na velikih višinah z namenom zbiranja obveščevalnih in/ali vojaških informacij s pomočjo letalskih kamer oziroma fotografskih aparatov. Taka letala morajo biti tudi radarsko slabo vidna.Prvo sodobno vohunsko letalo je ameriški U2. Letalo so  začeli za potrebe CIE, opravljalo pa  je vohunske naloge na območju bivše sovjetske zveze! Po letih uporabe, se je CIA odločila da je potreben razvoj novega letala. Iz projekta se je razvilo letalo SR71 Blackbird! Je najhitrejše letalo na svet. Tudi to letalo je že v pokoju. Odslužena letala U2 je CIA obdržala za odkrivanje tihotapskih poti. Nekaj pa jih je prešlo tudi v roke NASE za raziskavo atmosfere. Obstajajo pa govorice, da je ameriška vojska začela razvijati naslednika znamenitega SR71! Zaenkrat te govorice ostajajo nepotrjene... 
V današnjem času taka letala postajajo nepotrebna, saj njihovo vlogo prevzemajo vohunski sateliti.